# Янко Русев
Янко Русев е български състезател по вдигане на тежести, олимпийски, петкратен световен и петкратен европейски шампион, треньор и спортен деятел.

## Биография
Роден е на 1 декември 1958 година в село Ивански, Шуменско. На 15-годишна възраст кандидатства в Спортно училище „Олимпийски надежди“ (София) (1973). Приемната комисия го обявява за безперспективен щангист. Единадесет години по-късно Янко Русев слиза от подиума с 5 световни, 5 европейски и олимпийска титла от летните олимпийски игри в Москва през 1980 г. В актива му са 34 световни рекорда и е единственият български щангист, представен в Световния музей на славата за щангисти в Истанбул.
Първоначално тренира футбол и борба. След това се насочва към вдигането на тежести. Първи за щангите го забелязва Иван Лечев. Това си спомня той в интервю за здравния портал Живи и здрави. "Мен ме откриха в Шумен, откри ме Иван Лечев, треньорът по вдигане на тежести. Той започна да работи с  мен. Тогава трябваше да кандидатствам в училище олимпийски надежди и тогава Иван Абаджиев ме видя, видя, че съм удобен за този спорт и веднага ме привлече в националния отбор." Във втори курс на СПТУ по машиностроене (Шумен) го забелязва Иван Абаджиев. Едва 19-годишен стартира при мъжете на световното първенство в Щутгарт и печели сребърен медал. Следва и първа титла със световен рекорд в изтласкването в Гетисбърг, САЩ.
Преминава в по-горната категория – до 67,5 кг. Тогава започва и епохалната му битка по подиумите с германците Кунц и Амброс, която продължава 5 години. В знак на особено уважение към Янко, Йоахим Кунц кръщава на българския спортист дъщеря си Янка. Големият сблъсък между двамата спортни колоси е на Олимпиадата в Москва през 1980 година. Там Янко Русев успява да победи германеца, поставяйки 3 олимпийски и два световни рекорда. За награда получава автомобил „Волга“ и 1000 долара.
След турнира „Дружба“ във Варна (1984) прекратява спортната си кариера и в продължение на 6 години е помощник на Иван Абаджиев в националния отбор. През 1985 г. завършва Националната спортна академия. През 1990 г. заминава за Япония и е консултант на националния им тим.
От 1995 г. е личен треньор на известни български щангисти, помощник-треньор на националния отбор и изпълнителен директор на спортен клуб по вдигане на тежести „Левски“. Старши треньор на националния тим по вдигане на тежести на Азербайджан (2009 – 2011).
На 2 февруари 2009 година президентът Георги Първанов награждава Янко Русев с орден „Стара планина“ II степен „за изключителния му принос за развитието на физическото възпитание и спорта в Република България и по повод 50 години от рождението му“. Янко Русев е почетен гражданин на Шумен.

### Успехи
- Олимпийски шампион: (1980)
- Петкратен световен шампион: (1978 – 1982)
- Два пъти световен вицешампион: (1977 и 1983)
- Петкратен европейски шампион: (1978 – 1982)
- Трикратен европейски вицешампион: (1977 и 1983)
- Спортист на Балканите: (1979)